# 9843 Braidwood
9843 Braidwood eller 1989 AL3 är en asteroid i huvudbältet som upptäcktes den 4 januari 1989 av den australiensiske astronomen Robert H. McNaught vid Siding Spring-observatoriet. Den är uppkallad efter Thomas Braidwood.
Asteroiden har en diameter på ungefär 4 kilometer.